# كلبيات الأسنان الحقيقية
كلبيات الأسنان الحقيقية (الاسم العلمي:Eucynodontia) هي أصنوفة من كلبية الأسنان وحشية الوجه تضم الثدييات ومعظم كلبيات الأسنان غير الثديية. وأقدم كلبيات الأسنان الحقيقية المعروفة يعود إلى أوائل العصر الثلاثي وربما في وقت متأخر من العصر البرمي. تشمل كلبيات الأسنان الحقيقية مجموعتين فرعيتين رئيسيتين هما كلبيات الفك وأماميات الفك.